# Zenonia
Zenonia (koreanisch 제노니아) ist ein von Gamevil für iOS, Android, PlayStation Portable, Nintendo DSi, Zeebo und Windows Mobile entwickeltes und veröffentlichtes Action-Rollenspiel. Es wurde am 24. Mai 2009 im App Store und am 27. März 2010 im Google Play Store veröffentlicht. Am 12. Oktober 2010 kam eine Version für PlayStation Portable auf den Markt.

## Spielablauf
Die Hauptfigur, Regret, wird durch die Verwendung eines On-Screen-D-Pads gesteuert, das sich in der linken unteren Ecke des Bildschirms befindet. Regret ist ein 17-jähriger Junge, dessen Herkunft zunächst unbekannt ist. Seine Hauptaufgabe im Spiel ist es, den Grund für den Tod seines Adoptivvaters Pardon zu finden, der durch einen Dämon und damit durch ein mächtigeres Übel verursacht wurde. Es gibt viele Nebenaufgaben, die der Spieler erledigen kann, um die Welt weiter zu erkunden. Die Haupthandlung kann vom Spieler geändert werden, je nachdem, ob er sich zu einer Entscheidung entschließt, die dazu führt, dass sich die Ausrichtung seiner Figur schneller in Richtung Gut oder Böse verschiebt. Es gibt drei Klassen, zwischen denen der Spieler wählen kann: Paladin, Krieger oder Assassine. Jede hat einen jeweils einzigartigen Kampfstil. Das Spiel bietet auch Hunderte von verschiedenen Waffen und einen vollständigen Klassen-Fähigkeitsbaum für jede der Klassen. Die Spielzeit beträgt nach Herstellerangaben 40 Stunden.
Das Aussehen Regrets im Spiel ändert sich basierend auf seinem ausgerüsteten Waffen- und Rüstungsset.

## Entwicklung
Zenonia wurde von Gamevil entwickelt und veröffentlicht. Es ist der Kern eines beliebten Handyspiels aus Südkorea. Ein Großteil der Zeit, die mit der Übertragung des Spiels auf das iPhone verbracht wurde, wurde für die Übersetzung aufgewendet.
Die Version 1.1 wurde am 29. Juni 2009 veröffentlicht. Das Update verbesserte die Touch-Steuerung und machte bestimmte On-Screen-Tasten größer und halbtransparent, so dass sie leichter präzise gedrückt werden konnten, ohne die Sicht auf die Action im Spiel einzuschränken. Außerdem wurde die Notwendigkeit, Waffen und Rüstungen zu verbrauchen und zu reparieren, verringert, um die allgemeine Spielbarkeit des Spiels zu verbessern, indem die Häufigkeit, mit der der Spieler in die Städte zurückkehren muss, verringert wird. Die Funktionen des am 17. Juni 2009 veröffentlichten Apple iOS 3.0 wurden ebenfalls in das Spiel integriert, so dass der Benutzer anstelle des Soundtracks im Spiel MP3s hören kann.
Das Spiel wurde auch ins brasilianische Portugiesisch übersetzt und im Januar 2010 für die brasilianische Videospielkonsole Zeebo veröffentlicht.
Zenonia wurde am 27. März 2010 für das Android-Betriebssystem veröffentlicht. Es unterstützt sowohl HVGA- als auch WVGA-Bildschirmauflösungen und läuft auf Android ab Version 1.5. Es wurde später am 27. September 2010 in Nordamerika für DSiWare von Nintendo und am 24. Dezember 2010 in der PAL-Region veröffentlicht. Am 12. Oktober 2010 wurde es auch für die PlayStation Portable veröffentlicht.

## Rezeption
Zenonia erhielt weitgehend positive Bewertungen und wurde grafisch mit früheren Spielen in The-Legend-of-Zelda- und der Final-Fantasy-Serie verglichen. Das Skript des Spiels wurde als gut geschrieben und humorvoll gelobt. Das PC Magazine nannte das Spiel eines der „Must-Have“-Spiele für das iPhone. Tracy Erickson von Pocket Gamer verlieh ihm einen Silver Award und nannte ihn „Klassiker des Rollenspiels auf seinem Zenit“.

## Fortsetzungen
Die Fortsetzung Zenonia 2: The Lost Memories wurde von Gamevil am 29. März 2010 im App Store und am 24. Dezember 2010 im Google Play Store veröffentlicht. Es enthält vier neue Charaktere mit ihren eigenen Spezialfähigkeiten und Kampftaktiken, eine neue Benutzeroberfläche für die Charakteranpassung mit über 1200 neuen Gegenständen und neue Landschaften (Eis, Felsvorsprünge, Lava). Das Spiel bietet auch Player-versus-Player-Kämpfe (PvP) in einer kleinen Arena. Jede der vier Städte des Spiels hat ein anderes Arena-Layout.
Eine weitere Fortsetzung, Zenonia 3, wurde am 28. April 2011 im App Store und am 1. August 2011 im Google Play Store veröffentlicht. Zenonia 4 wurde am 26. September 2011 in Korea veröffentlicht. Es wurde am 22. Dezember 2011 im App Store und am 10. Februar 2012 im Google Play Store veröffentlicht. Zenonia 5 wurde am 29. November 2012 im Google Play Store veröffentlicht. Die iOS-Version wurde am 10. Januar 2013 veröffentlicht.
Die nächste Fortsetzung, Zenonia S, kam im Juli 2015 weltweit in den Google Play Store und App Store.